# Morti nel 1953
| Questa pagina contiene informazioni ricavate automaticamente dalle voci biografiche con l'ausilio del template Bio e di un bot. L'aggiornamento è periodico e automatico e ricostruisce completamente la pagina. Se manca una persona in questa lista, sei pregato di non aggiungerla, ma accertati piuttosto che la sua voce biografica contenga il template Bio e che i dati anagrafici siano correttamente compilati. Se il template Bio manca, inseriscilo tu stesso o, in alternativa, metti l'avviso {{tmp\|Bio}} che ne segnala la mancanza. Se i dati riportati sono sbagliati, correggi direttamente la voce biografica; le modifiche saranno visibili in questa lista entro pochi giorni. Per chiarimenti vedi il progetto biografie. La lista contiene solo le 818 persone che sono citate nell'enciclopedia e per le quali è stato implementato correttamente il template Bio. Pagina aggiornata al 18 ago 2025. |

## Gennaio(62)
- 1º gennaio - Maksim Alekseevič Purkaev, generale e politico sovietico (n. 1894)
- 1º gennaio - Ludomir Różycki, compositore e direttore d'orchestra polacco (n. 1883)
- 1º gennaio - Emanuele Trigona, ingegnere, dirigente d'azienda e politico italiano (n. 1878)
- 1º gennaio - Hank Williams, cantautore statunitense (n. 1923)
- 2 gennaio - Hilda Borgström, attrice svedese (n. 1871)
- 2 gennaio - Leonardo Miccolis, ingegnere e politico italiano (n. 1890)
- 2 gennaio - Nikolaj Gavrilovič Černyšëv, ingegnere sovietico (n. 1906)
- 4 gennaio - Costante Adolfo Bossi, organista, compositore e insegnante italiano (n. 1876)
- 4 gennaio - Arthur Hoyt, attore statunitense (n. 1874)
- 4 gennaio - Emilio Pasini, pittore italiano (n. 1872)
- 4 gennaio - Yasuhito, principe Chichibu, principe e generale giapponese (n. 1902)
- 5 gennaio - Leone Tondelli, presbitero e biblista italiano (n. 1883)
- 6 gennaio - Elizabeth Bryant, aracnologa statunitense (n. 1875)
- 6 gennaio - David Caldwell, atleta statunitense (n. 1891)
- 6 gennaio - Giovanni Vacca, matematico, storico della scienza e sinologo italiano (n. 1872)
- 7 gennaio - Prospero Gianferrari, ingegnere, politico e imprenditore italiano (n. 1896)
- 8 gennaio - Heinrich Kaspar Schmid, compositore e direttore d'orchestra tedesco (n. 1874)
- 8 gennaio - Gaston Velle, regista francese (n. 1868)
- 9 gennaio - Filippo Cavazza, biologo e zoologo italiano (n. 1886)
- 9 gennaio - Franz Dischinger, architetto e ingegnere tedesco (n. 1887)
- 10 gennaio - Marjorie Hayward, violinista e insegnante inglese (n. 1885)
- 11 gennaio - Hans Aanrud, scrittore norvegese (n. 1863)
- 11 gennaio - Gordon Jennings, effettista statunitense (n. 1896)
- 11 gennaio - Ernst Herman van Rappard, politico e militare olandese (n. 1899)
- 11 gennaio - Giulio Valotti, architetto e religioso italiano (n. 1881)
- 11 gennaio - Noe Zhordania, politico e rivoluzionario georgiano (n. 1868)
- 12 gennaio - Vincent Luke Palmisano, politico statunitense (n. 1882)
- 13 gennaio - Edward Marsh, traduttore britannico (n. 1872)
- 13 gennaio - Paul Niggli, mineralogista e geologo svizzero (n. 1888)
- 13 gennaio - Johnny Risko, pugile statunitense (n. 1902)
- 13 gennaio - Fulvio Tessaroli, vescovo cattolico italiano (n. 1879)
- 14 gennaio - Ryūzō Torii, antropologo e etnologo giapponese (n. 1870)
- 15 gennaio - Urbici Soler i Manonelles, scultore spagnolo (n. 1890)
- 21 gennaio - Arturo Castiglioni, medico italiano (n. 1874)
- 21 gennaio - Andor Gabor, scrittore ungherese (n. 1884)
- 22 gennaio - Adriaan Dijxhoorn, militare e politico olandese (n. 1894)
- 23 gennaio - Matteo Adinolfi, avvocato e politico italiano (n. 1885)
- 23 gennaio - Andrés de Segurola, basso spagnolo (n. 1874)
- 24 gennaio - Nathan Banks, entomologo e aracnologo statunitense (n. 1868)
- 24 gennaio - Luciano Fancelli, fisarmonicista e compositore italiano (n. 1928)
- 24 gennaio - Antonio Pavan, politico italiano (n. 1894)
- 25 gennaio - Sofija Fedarovič, scenografa e costumista russa (n. 1893)
- 25 gennaio - Tony Tollet, pittore francese (n. 1857)
- 25 gennaio - William Tubbs, attore statunitense (n. 1907)
- 26 gennaio - Martinus Nijhoff, scrittore e poeta olandese (n. 1894)
- 26 gennaio - Ermanno Silvano, arbitro di calcio italiano (n. 1906)
- 27 gennaio - Abel Lafleur, scultore francese (n. 1875)
- 27 gennaio - Ettore Quaglierini, antifascista italiano (n. 1893)
- 28 gennaio - Neyzen Tevfik, poeta e musicista turco (n. 1879)
- 28 gennaio - James Scullin, politico australiano (n. 1876)
- 28 gennaio - Konrad von Wangenheim, cavaliere tedesco (n. 1909)
- 28 gennaio - Theophil Wurm, vescovo luterano tedesco (n. 1868)
- 29 gennaio - Reginald Wingate, generale britannico (n. 1861)
- 30 gennaio - Lionel Belmore, attore e regista inglese (n. 1867)
- 30 gennaio - Herbert Eugene Bolton, storico statunitense (n. 1870)
- 30 gennaio - Alberto Bonacossa, tennista, pattinatore artistico su ghiaccio e dirigente sportivo italiano (n. 1883)
- 30 gennaio - Leone Ciprelli, poeta, editore e drammaturgo italiano (n. 1873)
- 30 gennaio - Heinrich Leven, missionario e vescovo cattolico tedesco (n. 1883)
- 30 gennaio - Stanley Logan, attore, regista e sceneggiatore britannico (n. 1885)
- 30 gennaio - Ernesto Augusto di Hannover, sovrano (n. 1887)
- 31 gennaio - Felix Endrich, bobbista svizzero (n. 1921)
- 31 gennaio - Edna Payne, attrice statunitense (n. 1891)

## Febbraio(79)
- 1º febbraio - Lorenz Müller, erpetologo tedesco (n. 1868)
- 2 febbraio - Carlo Asinari, cavaliere italiano (n. 1884)
- 2 febbraio - Alan Curtis, attore statunitense (n. 1909)
- 2 febbraio - Bergliot Ibsen, mezzosoprano norvegese (n. 1869)
- 2 febbraio - David Katz, psicologo tedesco (n. 1884)
- 3 febbraio - Sophia Hayden, architetta statunitense (n. 1868)
- 4 febbraio - Antonio Conte, schermidore e maestro di scherma italiano (n. 1867)
- 4 febbraio - Giovanni Faraboli, sindacalista italiano (n. 1876)
- 4 febbraio - James Flood, regista statunitense (n. 1895)
- 4 febbraio - Victor Staub, pianista, compositore e docente francese (n. 1872)
- 4 febbraio - Ben Ames Williams, romanziere statunitense (n. 1889)
- 5 febbraio - Suzanne Adams, cantante statunitense (n. 1872)
- 5 febbraio - Luigi Fontana Russo, economista italiano (n. 1868)
- 5 febbraio - Maria Giudice, giornalista, attivista e sindacalista italiana (n. 1880)
- 5 febbraio - Iuliu Maniu, politico romeno (n. 1873)
- 6 febbraio - Paul Berthier, compositore e organista francese (n. 1884)
- 6 febbraio - Richard Boyle, canottiere britannico (n. 1888)
- 6 febbraio - Luigi Parpagliolo, scrittore e naturalista italiano (n. 1862)
- 8 febbraio - Mario Casaleggio, attore italiano (n. 1877)
- 8 febbraio - Giovanni Ciarpaglini, politico, antifascista e partigiano italiano (n. 1899)
- 9 febbraio - Raymond Dandy, attore, regista e produttore cinematografico francese (n. 1887)
- 9 febbraio - Cecil Hepworth, produttore cinematografico, regista e attore britannico (n. 1873)
- 9 febbraio - Ferruccio Quintavalle, storico italiano (n. 1863)
- 9 febbraio - Élisabeth Sonrel, pittrice e illustratrice francese (n. 1874)
- 10 febbraio - Antonio Graziadei, economista e politico italiano (n. 1873)
- 10 febbraio - Maria Labia, soprano italiano (n. 1880)
- 10 febbraio - Maria Rygier, politica italiana (n. 1885)
- 11 febbraio - Hans Benndorf, fisico austriaco (n. 1870)
- 11 febbraio - Pietro Branchina, compositore italiano (n. 1876)
- 11 febbraio - Walther Fischer von Weikersthal, generale tedesco (n. 1890)
- 11 febbraio - Filippo Galante, pittore e medaglista italiano (n. 1872)
- 11 febbraio - Uroš Predić, pittore serbo (n. 1857)
- 12 febbraio - Carl Froelich, regista, direttore della fotografia e produttore cinematografico tedesco (n. 1875)
- 13 febbraio - Pasquale Fancello, anarchico italiano (n. 1891)
- 13 febbraio - Giuseppe Lallich, pittore italiano (n. 1867)
- 13 febbraio - Calogero Lo Bue, mafioso italiano (n. 1887)
- 13 febbraio - Alexander Lozza, poeta e presbitero svizzero (n. 1880)
- 13 febbraio - Lev Zacharovič Mechlis, politico e generale sovietico (n. 1889)
- 15 febbraio - Hermann von Gimborn, generale tedesco (n. 1880)
- 15 febbraio - Oskar Goßler, canottiere tedesco (n. 1875)
- 15 febbraio - Sydney Lawford, generale britannico (n. 1865)
- 15 febbraio - Karl Staaf, tiratore di fune, astista e triplista svedese (n. 1881)
- 16 febbraio - Giovanni Colazza, filosofo e esoterista italiano (n. 1877)
- 16 febbraio - Franciszek Hodur, vescovo vetero-cattolico polacco (n. 1866)
- 16 febbraio - James Lewis Kraft, inventore e imprenditore canadese (n. 1874)
- 17 febbraio - Philippe Bonnardel, calciatore francese (n. 1899)
- 17 febbraio - Giovanni Cicconetti, geodeta italiano (n. 1872)
- 18 febbraio - Riccardo Calcagno, politico e generale italiano (n. 1872)
- 18 febbraio - Pio Giardina, vescovo cattolico italiano (n. 1884)
- 18 febbraio - Vladas Mironas, presbitero e politico lituano (n. 1880)
- 18 febbraio - Alessandro Varaldo, giornalista, scrittore e drammaturgo italiano (n. 1873)
- 19 febbraio - Friedrich Franz Friedmann, medico tedesco (n. 1876)
- 19 febbraio - Antonio Gamberi, poeta e scrittore italiano (n. 1864)
- 19 febbraio - Nobutake Kondō, ammiraglio giapponese (n. 1886)
- 20 febbraio - Emmy Andriesse, fotografa olandese (n. 1914)
- 20 febbraio - Giovanni Armenise, imprenditore, dirigente d'azienda e politico italiano (n. 1897)
- 20 febbraio - Gianni Bucceri, compositore e direttore d'orchestra italiano (n. 1872)
- 20 febbraio - Francesco Saverio Nitti, economista, politico e saggista italiano (n. 1868)
- 20 febbraio - Dorothy Shepherd-Barron, tennista britannica (n. 1897)
- 20 febbraio - Vydūnas, filosofo lituano (n. 1868)
- 21 febbraio - Ilio Colli, sciatore alpino italiano (n. 1931)
- 21 febbraio - Konrad Krafft von Dellmensingen, generale tedesco (n. 1862)
- 21 febbraio - Henri Duvanel, nuotatore e pallanuotista francese (n. 1896)
- 21 febbraio - Lewis Ferry Moody, ingegnere meccanico statunitense (n. 1880)
- 21 febbraio - Robert Piguet, stilista e profumiere svizzero (n. 1898)
- 22 febbraio - Francis Hirst, economista e sociologo britannico (n. 1873)
- 23 febbraio - Ernesto Ceirano, imprenditore italiano (n. 1873)
- 23 febbraio - Big Maceo Merriweather, pianista e cantante statunitense (n. 1905)
- 24 febbraio - Luigi Bompard, pittore e illustratore italiano (n. 1879)
- 24 febbraio - Armando Gori, militare italiano (n. 1888)
- 24 febbraio - Gerd von Rundstedt, generale tedesco (n. 1875)
- 25 febbraio - Mokichi Saitō, poeta e psichiatra giapponese (n. 1882)
- 25 febbraio - Sergej Vinogradskij, microbiologo e ecologo russo (n. 1856)
- 25 febbraio - Francesca d'Orléans, principessa francese (n. 1902)
- 27 febbraio - Peter Butkovič, enigmista, scrittore e poeta sloveno (n. 1888)
- 27 febbraio - Paul Hurst, attore, regista e sceneggiatore statunitense (n. 1888)
- 28 febbraio - Hellmuth Becker, generale tedesco (n. 1902)
- 28 febbraio - Kristo Sotiri, architetto e ingegnere albanese (n. 1870)
- 28 febbraio - Emilio Veggetti, politico e letterato italiano (n. 1877)

## Marzo(69)
- 1º marzo - Josef Mastalka, calciatore austriaco (n. 1885)
- 1º marzo - Aloys Röhr, scultore tedesco (n. 1887)
- 2 marzo - Francesco Beguinot, orientalista italiano (n. 1879)
- 2 marzo - Jim Lightbody, mezzofondista e siepista statunitense (n. 1882)
- 2 marzo - Wojciech Trąmpczyński, politico polacco (n. 1860)
- 3 marzo - Josef Fischer, ciclista su strada tedesco (n. 1865)
- 3 marzo - James J. Jeffries, pugile e arbitro di pugilato statunitense (n. 1875)
- 3 marzo - Theo Koppen, lottatore statunitense (n. 1870)
- 3 marzo - Giordano Pratolongo, politico e partigiano italiano (n. 1905)
- 4 marzo - Carlo Ippolito Migliorini, geologo italiano (n. 1891)
- 5 marzo - Daniel Fortea, chitarrista spagnolo (n. 1878)
- 5 marzo - Adolfo Levier, pittore italiano (n. 1873)
- 5 marzo - Mark Liburkin, compositore di scacchi sovietico (n. 1910)
- 5 marzo - Herman J. Mankiewicz, sceneggiatore, giornalista e critico teatrale statunitense (n. 1897)
- 5 marzo - Sergej Sergeevič Prokof'ev, compositore, direttore d'orchestra e pianista russo (n. 1891)
- 5 marzo - Iosif Stalin, rivoluzionario, politico e militare sovietico (n. 1878)
- 6 marzo - Ray Gallagher, attore statunitense (n. 1885)
- 6 marzo - Robert Thornby, regista, attore e sceneggiatore statunitense (n. 1888)
- 7 marzo - Max Rée, scenografo e costumista danese (n. 1889)
- 7 marzo - Edward Sedgwick, regista, sceneggiatore e attore statunitense (n. 1892)
- 9 marzo - Ole Iversen, ginnasta norvegese (n. 1884)
- 9 marzo - Luigi Sorrento, filologo, linguista e critico letterario italiano (n. 1884)
- 10 marzo - Ignacy Maria Dubowski, arcivescovo cattolico polacco (n. 1874)
- 10 marzo - Gábor Obitz, calciatore e allenatore di calcio ungherese (n. 1899)
- 10 marzo - Sankichi Tōge, poeta giapponese (n. 1917)
- 11 marzo - Zizi Lambrino, rumena (n. 1898)
- 11 marzo - Charles Sarolea, filologo e pubblicista belga (n. 1870)
- 12 marzo - Fausto Gambardella, militare e politico italiano (n. 1868)
- 12 marzo - James William McBain, chimico canadese (n. 1882)
- 13 marzo - Enrico Brega, calciatore italiano (n. 1893)
- 13 marzo - Jan Stanisław Jankowski, politico polacco (n. 1882)
- 13 marzo - Leopold Kunschak, politico austriaco (n. 1871)
- 13 marzo - Johan Laidoner, generale estone (n. 1884)
- 14 marzo - Klement Gottwald, politico cecoslovacco (n. 1896)
- 15 marzo - Arthur Berry, calciatore inglese (n. 1888)
- 15 marzo - Carl Stockdale, attore statunitense (n. 1874)
- 16 marzo - Vincenzo Bruzzese, pittore italiano (n. 1880)
- 18 marzo - Achille Gaggia, imprenditore e politico italiano (n. 1875)
- 19 marzo - Irène Bordoni, cantante e attrice francese (n. 1889)
- 19 marzo - Arkadij Dmitrievič Švecov, ingegnere sovietico (n. 1892)
- 20 marzo - Alpinolo Magnini, ceramista italiano (n. 1877)
- 20 marzo - Henry Oberholzer, ginnasta britannico (n. 1893)
- 20 marzo - Graciliano Ramos, scrittore, giornalista e politico brasiliano (n. 1892)
- 20 marzo - Jack Raymond, regista e attore britannico (n. 1886)
- 21 marzo - David Sholtz, politico statunitense (n. 1891)
- 21 marzo - Toni Wolff, psicologa svizzera (n. 1888)
- 22 marzo - Jesús Agustín Castro, generale e politico messicano (n. 1887)
- 22 marzo - Albert Deffeyes, partigiano e politico italiano (n. 1913)
- 22 marzo - Alfred Fröhlich, neurologo e farmacologo austriaco (n. 1871)
- 22 marzo - Gustav Herglotz, matematico tedesco (n. 1881)
- 23 marzo - Andrejs Auzāns, generale lettone (n. 1871)
- 23 marzo - László Beleznai, nuotatore, pallanuotista e allenatore di pallanuoto ungherese (n. 1891)
- 23 marzo - Cecil Browning, tennista britannico (n. 1883)
- 23 marzo - Raoul Dufy, pittore e scenografo francese (n. 1877)
- 23 marzo - Oskar Luts, scrittore estone (n. 1887)
- 23 marzo - Heinrich Oelerich, aviatore e ingegnere aeronautico tedesco (n. 1877)
- 24 marzo - Paul Couturier, presbitero francese (n. 1881)
- 24 marzo - Maria di Teck, regina (n. 1867)
- 28 marzo - Lee Pierce Butler, docente statunitense (n. 1884)
- 28 marzo - Jim Thorpe, multiplista, giocatore di football americano e giocatore di baseball statunitense (n. 1887)
- 28 marzo - Valentine de Saint-Point, scrittrice, poetessa e danzatrice francese (n. 1875)
- 29 marzo - Alessandro Abate, pittore italiano (n. 1867)
- 30 marzo - Bert Bailey, commediografo, attore e regista neozelandese (n. 1868)
- 30 marzo - Adolfo Faggi, filosofo e psicologo italiano (n. 1868)
- 30 marzo - Roderich Mojsisovics von Mojsvár, musicista austriaco (n. 1877)
- 30 marzo - Giuseppe Pometta, scrittore svizzero (n. 1872)
- 30 marzo - Alexander Vasiliev, storico e insegnante russo (n. 1867)
- 31 marzo - Jan Akkersdijk, calciatore olandese (n. 1887)
- 31 marzo - Yves Farge, giornalista e politico francese (n. 1899)

## Aprile(48)
- 1º aprile - Charles Lalo, filosofo francese (n. 1877)
- 1º aprile - Giulio Stival, attore, doppiatore e regista teatrale italiano (n. 1902)
- 2 aprile - Frederik Fuglsang, direttore della fotografia danese (n. 1887)
- 2 aprile - Hugo Sperrle, generale tedesco (n. 1885)
- 3 aprile - Jean Epstein, regista francese (n. 1897)
- 3 aprile - Algot Lönn, ciclista su strada svedese (n. 1887)
- 4 aprile - Carlo II di Romania, sovrano rumeno (n. 1893)
- 4 aprile - Rachilde, scrittrice francese (n. 1860)
- 4 aprile - Vittorio Fassone, compositore italiano (n. 1872)
- 5 aprile - Riccardo Campagnoni, educatore e politico italiano (n. 1886)
- 6 aprile - George Beattie, tiratore a volo canadese (n. 1877)
- 6 aprile - Fred C. Brannon, regista statunitense (n. 1901)
- 6 aprile - Mario Cevolotto, politico italiano (n. 1887)
- 7 aprile - Il'ja Grigor'evič Ioff, medico russo (n. 1897)
- 8 aprile - Ivan Nikolaevič Abramov, micologo e agronomo sovietico (n. 1884)
- 9 aprile - Hans Reichenbach, filosofo tedesco (n. 1891)
- 9 aprile - František Skyčák, politico, imprenditore e banchiere slovacco (n. 1870)
- 9 aprile - Stanisław Wojciechowski, matematico e politico polacco (n. 1869)
- 10 aprile - Nicola Gualtieri, militare e politico italiano (n. 1866)
- 11 aprile - Boris Kidrič, partigiano e politico jugoslavo (n. 1912)
- 11 aprile - Kid Nichols, giocatore di baseball statunitense (n. 1869)
- 12 aprile - Lionel Logue, scienziato australiano (n. 1880)
- 14 aprile - Luisa Carlotta di Sassonia-Altenburg, nobildonna tedesca (n. 1874)
- 15 aprile - Charles R. Knight, artista statunitense (n. 1874)
- 15 aprile - Norman Staunton Dike, politico, avvocato e giudice statunitense (n. 1862)
- 17 aprile - Celestino Bes, generale italiano (n. 1872)
- 17 aprile - Ugo Cei, generale e politico italiano (n. 1867)
- 17 aprile - Tom Sharkey, pugile statunitense (n. 1874)
- 18 aprile - Michele Pane, poeta italiano (n. 1876)
- 18 aprile - Ottorino De Fiore, geologo e vulcanologo italiano (n. 1890)
- 19 aprile - Mario Battistini, storico e storico della scienza italiano (n. 1885)
- 20 aprile - Gladys Sylvani, attrice inglese (n. 1884)
- 21 aprile - Ugo Lenzi, avvocato e politico italiano (n. 1875)
- 22 aprile - Jan Czochralski, chimico polacco (n. 1885)
- 22 aprile - Armin Otto Leuschner, astronomo statunitense (n. 1868)
- 23 aprile - Peter DeRose, compositore statunitense (n. 1896)
- 24 aprile - Giovanni Miliani, cestista italiano (n. 1921)
- 26 aprile - Rian James, sceneggiatore statunitense (n. 1899)
- 27 aprile - Maud Gonne, attrice e rivoluzionaria irlandese (n. 1866)
- 27 aprile - Horst von Restorff, politico tedesco (n. 1880)
- 28 aprile - Sara Adler, attrice russa (n. 1858)
- 28 aprile - Vito Reale, politico italiano (n. 1883)
- 29 aprile - William Kirschbaum, nuotatore statunitense (n. 1902)
- 29 aprile - Moïse Kisling, pittore polacco (n. 1891)
- 29 aprile - Alice Prin, modella, attrice e scrittrice francese (n. 1901)
- 30 aprile - Lily Brayton, attrice inglese (n. 1876)
- 30 aprile - Alfonso Splendore, medico, batteriologo e igienista italiano (n. 1871)
- 30 aprile - Carlo Torrione, politico italiano (n. 1888)

## Maggio(58)
- 1º maggio - Fu Zhensong, artista marziale cinese (n. 1881)
- 1º maggio - Clemente Ravetto, pioniere dell'aviazione italiano (n. 1878)
- 1º maggio - Everett Shinn, pittore statunitense (n. 1876)
- 2 maggio - Wallace Bryant, arciere statunitense (n. 1863)
- 2 maggio - Josef Ternström, mezzofondista svedese (n. 1888)
- 3 maggio - Salvatore Cannarozzo, paracadutista italiano (n. 1921)
- 3 maggio - John Erskine, Lord Erskine, politico scozzese (n. 1895)
- 4 maggio - Alexandre Pharamond, rugbista a 15 francese (n. 1876)
- 5 maggio - Robert Lloyd Praeger, naturalista e storico irlandese (n. 1865)
- 7 maggio - Charles Mulder, bobbista e hockeista su ghiaccio belga (n. 1897)
- 7 maggio - Gioacchino Russo, ingegnere, militare e politico italiano (n. 1865)
- 8 maggio - Richard Eichberg, regista, attore e produttore cinematografico tedesco (n. 1888)
- 9 maggio - Laura Orvieto, scrittrice italiana (n. 1876)
- 11 maggio - Jean Adair, attrice canadese (n. 1873)
- 11 maggio - Margarete Kupfer, attrice tedesca (n. 1881)
- 11 maggio - Bradley Walker Tomlin, pittore statunitense (n. 1899)
- 12 maggio - Joseph Dilg, lottatore statunitense (n. 1878)
- 12 maggio - Umberto Rossi Vezzani, pittore italiano (n. 1897)
- 13 maggio - Rowland Baring, II conte di Cromer, nobile e diplomatico inglese (n. 1877)
- 13 maggio - Herman Jadlowker, tenore russo (n. 1877)
- 13 maggio - Cecil Spooner, attrice, regista e sceneggiatrice statunitense (n. 1875)
- 14 maggio - Tamára Abakéliâ, scultrice, scenografa e illustratrice georgiana (n. 1905)
- 14 maggio - Arvid Rydman, ginnasta finlandese (n. 1884)
- 15 maggio - Wilfrid Freeman, aviatore e militare britannico (n. 1888)
- 15 maggio - Chet Miller, pilota automobilistico statunitense (n. 1902)
- 15 maggio - Georges Pelletier-Doisy, generale e aviatore francese (n. 1892)
- 16 maggio - Django Reinhardt, chitarrista francese (n. 1910)
- 16 maggio - Nicolae Rădescu, politico e generale rumeno (n. 1874)
- 17 maggio - Elemer Hirsch, calciatore rumeno (n. 1895)
- 17 maggio - Kyllikki Saari, finlandese (n. 1935)
- 19 maggio - Dámaso Berenguer, generale e politico spagnolo (n. 1873)
- 19 maggio - Federico Orlando, pittore italiano (n. 1875)
- 20 maggio - Cesare Scoccimarro, architetto italiano (n. 1897)
- 21 maggio - Jules Dubly, calciatore francese (n. 1886)
- 21 maggio - Ernst Zermelo, matematico e filosofo tedesco (n. 1871)
- 22 maggio - Aldo Bizzarri, scrittore e sceneggiatore italiano (n. 1907)
- 22 maggio - Betto Tesei, pittore italiano (n. 1898)
- 23 maggio - Egone Jakin, velista italiano (n. 1910)
- 23 maggio - Riccardo Pentimalli, generale italiano (n. 1884)
- 24 maggio - Paul Durin, ginnasta francese (n. 1890)
- 24 maggio - Brunetto Paltrinieri, ciclista su strada italiano (n. 1880)
- 24 maggio - Erich von Waldburg-Zeil, principe, imprenditore e editore tedesco (n. 1899)
- 25 maggio - Edmund Dulac, disegnatore e illustratore francese (n. 1882)
- 26 maggio - Gaetano Ballardini, storico dell'arte italiano (n. 1878)
- 26 maggio - Albert Spalding, violinista statunitense (n. 1888)
- 27 maggio - Jesse Burkett, giocatore di baseball statunitense (n. 1868)
- 27 maggio - Otto Meißner, politico tedesco (n. 1880)
- 27 maggio - Mariantonia Samà, beata italiana (n. 1875)
- 28 maggio - Tatsuo Hori, scrittore, poeta e traduttore giapponese (n. 1904)
- 28 maggio - Gerhard Tappen, militare tedesco (n. 1866)
- 29 maggio - Morgan Russell, pittore statunitense (n. 1886)
- 29 maggio - Man Mountain Dean, wrestler statunitense (n. 1891)
- 30 maggio - George Barnes, direttore della fotografia statunitense (n. 1892)
- 30 maggio - Carl Scarborough, pilota automobilistico statunitense (n. 1914)
- 30 maggio - Dooley Wilson, attore e cantante statunitense (n. 1886)
- 31 maggio - Otto Ackermann, pittore tedesco (n. 1872)
- 31 maggio - Richard Rosson, regista e attore statunitense (n. 1893)
- 31 maggio - Vladimir Evgrafovič Tatlin, architetto, pittore e scultore russo (n. 1885)

## Giugno(67)
- 1º giugno - Alex James, calciatore scozzese (n. 1901)
- 3 giugno - Philip Graves, giornalista irlandese (n. 1876)
- 3 giugno - Florence Price, compositrice, pianista e organista statunitense (n. 1887)
- 5 giugno - William Farnum, attore statunitense (n. 1876)
- 5 giugno - Nello Fotticchia, veterinario italiano (n. 1884)
- 5 giugno - Bill Tilden, tennista statunitense (n. 1893)
- 5 giugno - Roland Young, attore britannico (n. 1887)
- 7 giugno - Géza Róheim, antropologo e psicoanalista ungherese (n. 1891)
- 8 giugno - Hermann Beitzke, patologo tedesco (n. 1875)
- 8 giugno - Vittorio Bertoldi, linguista e glottologo italiano (n. 1888)
- 8 giugno - Gilda Mignonette, cantante italiana (n. 1896)
- 8 giugno - Stefano Sándor, religioso ungherese (n. 1914)
- 9 giugno - Alexandre Arquillière, attore francese (n. 1870)
- 9 giugno - Ugo Betti, poeta e drammaturgo italiano (n. 1892)
- 9 giugno - Godfrey Tearle, attore statunitense (n. 1884)
- 10 giugno - Grzegorz Fitelberg, direttore d'orchestra, compositore e violinista polacco (n. 1879)
- 10 giugno - Virginia Talarico, soprano italiano (n. 1871)
- 11 giugno - Joe Harris, attore statunitense (n. 1870)
- 11 giugno - Marcel Herrand, attore, regista e direttore teatrale francese (n. 1897)
- 12 giugno - Leslie Graham, pilota motociclistico britannico (n. 1911)
- 13 giugno - Jacques Oudot, medico e alpinista francese (n. 1913)
- 14 giugno - Carl Julius Bernhard Börner, entomologo tedesco (n. 1880)
- 14 giugno - Émile Fréteur, ginnasta francese (n. 1879)
- 15 giugno - Enrico Falck, imprenditore, politico e antifascista italiano (n. 1899)
- 15 giugno - Florindo Longagnani, arbitro di calcio italiano (n. 1911)
- 16 giugno - Margaret Bondfield, politica britannica (n. 1873)
- 16 giugno - Mathias Feller, calciatore lussemburghese (n. 1904)
- 16 giugno - René Prioux, generale francese (n. 1879)
- 17 giugno - Patsy Gallacher, calciatore irlandese (n. 1891)
- 17 giugno - Walter Niemann, compositore, arrangiatore e critico musicale tedesco (n. 1876)
- 17 giugno - Johann Waldbach, militare e poliziotto tedesco orientale (n. 1920)
- 18 giugno - René Fonck, aviatore francese (n. 1894)
- 18 giugno - Curuppumullage Jinarajadasa, esoterista, scrittore e orientalista singalese (n. 1875)
- 18 giugno - Thomas Thorstensen, ginnasta norvegese (n. 1880)
- 19 giugno - Ethel Greenglass, attivista statunitense (n. 1915)
- 19 giugno - Julius Rosenberg, attivista statunitense (n. 1918)
- 19 giugno - Norman Ross, nuotatore e pallanuotista statunitense (n. 1895)
- 20 giugno - André Abbal, scultore francese (n. 1876)
- 20 giugno - Giuseppe Giulietti, sindacalista e politico italiano (n. 1879)
- 20 giugno - Amleto Poveromo, militare italiano (n. 1893)
- 20 giugno - Vsevolod Illarionovič Pudovkin, regista sovietico (n. 1893)
- 20 giugno - Henri de Man, politico e sociologo belga (n. 1885)
- 21 giugno - Antonio Illersberg, compositore, direttore di coro e violinista italiano (n. 1882)
- 21 giugno - Franco Monzino, imprenditore italiano (n. 1891)
- 21 giugno - Rudolf Stanzel, allenatore di calcio austriaco (n. 1899)
- 23 giugno - Adriano Bernareggi, arcivescovo cattolico italiano (n. 1884)
- 24 giugno - Albert Gleizes, pittore, disegnatore e incisore francese (n. 1881)
- 24 giugno - Günther Freiherr von Maltzahn, aviatore e cartografo tedesco (n. 1910)
- 25 giugno - William Leveson-Gower, IV conte di Granville, ammiraglio britannico (n. 1880)
- 25 giugno - Aleksandr Aleksandrovič Osmёrkin, pittore russo (n. 1892)
- 26 giugno - Antonio Abenoza, calciatore spagnolo (n. 1926)
- 26 giugno - Guido Bergamo, medico, politico e antifascista italiano (n. 1893)
- 26 giugno - Giovanni Bocciardo, imprenditore e calciatore italiano (n. 1877)
- 26 giugno - Francis Méano, calciatore francese (n. 1931)
- 26 giugno - Achille Vogliano, grecista e papirologo italiano (n. 1881)
- 27 giugno - Vincenzo De Bartholomaeis, filologo italiano (n. 1867)
- 27 giugno - Giorgio Mannini, regista e sceneggiatore italiano (n. 1884)
- 27 giugno - Chrispin Martin, attore statunitense (n. 1893)
- 27 giugno - Ioan Suciu, vescovo cattolico rumeno (n. 1907)
- 28 giugno - Lucien Bataille, attore francese (n. 1877)
- 29 giugno - Federico Hermanin, critico d'arte e museologo italiano (n. 1868)
- 30 giugno - Elsa Beskow, scrittrice e illustratrice svedese (n. 1874)
- 30 giugno - Pietro Gazzera, politico e generale italiano (n. 1879)
- 30 giugno - Charles William Miller, calciatore, dirigente sportivo e arbitro di calcio brasiliano (n. 1874)
- 30 giugno - Lorenzo Peretti Junior, pittore italiano (n. 1871)
- 30 giugno - Oscar Sinigaglia, ingegnere italiano (n. 1877)
- 30 giugno - John Laurie Wallace, pittore irlandese (n. 1864)

## Luglio(55)
- 1º luglio - Albert Heikenwälder, calciatore austriaco (n. 1898)
- 3 luglio - Manoel Pitanga, allenatore di pallacanestro brasiliano (n. 1908)
- 3 luglio - Gaston Rebry, ciclista su strada belga (n. 1905)
- 3 luglio - Irving Reis, regista, sceneggiatore e direttore della fotografia statunitense (n. 1906)
- 4 luglio - Antonio Biondi y de Viesca, ammiraglio e politico spagnolo (n. 1863)
- 5 luglio - Andreas Suttner, schermidore austriaco (n. 1876)
- 5 luglio - Titta Ruffo, baritono italiano (n. 1877)
- 7 luglio - Oreste Albertini, pittore italiano (n. 1887)
- 7 luglio - Francesco Chigi, nobile, fotografo e militare italiano (n. 1881)
- 7 luglio - Hans Funk, calciatore svizzero (n. 1894)
- 8 luglio - Rosario Cacopardo, politico italiano (n. 1903)
- 8 luglio - Gordon Thomson, canottiere britannico (n. 1884)
- 9 luglio - Alfredo Acito, filosofo italiano (n. 1898)
- 9 luglio - Cesare Giarratano, filologo classico e latinista italiano (n. 1880)
- 9 luglio - Peter Werner Häberlin, fotografo svizzero (n. 1912)
- 9 luglio - Annie Kenney, attivista inglese (n. 1879)
- 9 luglio - Sergio Mochi Onory, medievista e storico italiano (n. 1902)
- 9 luglio - Henri Padé, matematico francese (n. 1863)
- 11 luglio - Oliver Campbell, tennista statunitense (n. 1871)
- 12 luglio - Dante Livio Bianco, avvocato e partigiano italiano (n. 1909)
- 12 luglio - Joseph Jongen, compositore, organista e insegnante belga (n. 1873)
- 12 luglio - Otto Olsen, tiratore a segno norvegese (n. 1884)
- 12 luglio - Evgenij Oskarovič Paton, ingegnere sovietico (n. 1870)
- 12 luglio - Herbert Rawlinson, attore britannico (n. 1885)
- 14 luglio - Richard von Mises, matematico e ingegnere austriaco (n. 1883)
- 15 luglio - Eugenio Balzan, giornalista e imprenditore italiano (n. 1874)
- 15 luglio - John Reginald Christie, serial killer britannico (n. 1899)
- 15 luglio - Mar Ivanios, arcivescovo cattolico indiano (n. 1882)
- 16 luglio - Hilaire Belloc, scrittore, politico e storico francese (n. 1870)
- 16 luglio - Louis Cattiaux, poeta e pittore francese (n. 1904)
- 17 luglio - Maude Adams, attrice teatrale statunitense (n. 1872)
- 17 luglio - Pëtr Borejša, calciatore russo (n. 1885)
- 17 luglio - Edgar Katzenstein, canottiere tedesco (n. 1879)
- 18 luglio - Guillaume Coeckelberg, ciclista su strada e pistard belga (n. 1885)
- 19 luglio - Hugh Grosvenor, II duca di Westminster, nobile e ufficiale inglese (n. 1879)
- 20 luglio - Dumarsais Estimé, politico haitiano (n. 1900)
- 20 luglio - Ruggero Ruggeri, attore italiano (n. 1871)
- 21 luglio - Antonio Zolezzi, politico e dirigente sportivo argentino (n. 1874)
- 22 luglio - Cy Kendall, attore statunitense (n. 1898)
- 22 luglio - Michail Dmitrievič Rjumin, politico sovietico (n. 1913)
- 23 luglio - Maurice Brillant, scrittore e giornalista francese (n. 1881)
- 26 luglio - Clyde De Vinna, direttore della fotografia statunitense (n. 1890)
- 26 luglio - Félix Marcotte, velista francese (n. 1865)
- 26 luglio - Nikolaos Plastiras, generale e politico greco (n. 1883)
- 26 luglio - Ernst Rosell, tiratore a segno svedese (n. 1881)
- 26 luglio - Abel Santamaría, attivista, rivoluzionario e politico cubano (n. 1927)
- 26 luglio - Viktor Schneck, calciatore austriaco (n. 1885)
- 27 luglio - Edith Austin, tennista britannica (n. 1867)
- 27 luglio - Arduino Severini, avvocato e politico italiano (n. 1888)
- 29 luglio - Enrique Granados Gal, pallanuotista spagnolo (n. 1898)
- 29 luglio - Georges Parcheminey, neurologo e psicoanalista francese (n. 1888)
- 31 luglio - Kornel Makuszyński, scrittore, poeta e giornalista polacco (n. 1884)
- 31 luglio - Robert Taft, politico e avvocato statunitense (n. 1889)
- 31 luglio - Georg Zacharias, nuotatore tedesco (n. 1884)
- 31 luglio - Nikolaj Dmitrievič Zelinskij, chimico russo (n. 1861)

## Agosto(53)
- 1º agosto - Mannus Franken, regista e sceneggiatore olandese (n. 1899)
- 1º agosto - Jānis Mendriks, presbitero e religioso lettone (n. 1907)
- 1º agosto - William Pepperell Montague, filosofo statunitense (n. 1873)
- 4 agosto - Francisc Șirato, pittore e disegnatore rumeno (n. 1877)
- 5 agosto - Sven Johansson, canoista svedese (n. 1912)
- 6 agosto - Alfred Bosshard, calciatore svizzero (n. 1884)
- 9 agosto - Henri Étiévant, attore e regista francese (n. 1870)
- 9 agosto - Auguste Giroux, rugbista a 15 francese (n. 1874)
- 9 agosto - Stanislao Silesu, compositore italiano (n. 1883)
- 10 agosto - Ludwig Moroder, scultore italiano (n. 1879)
- 11 agosto - Ettore Bignone, filologo classico e letterato italiano (n. 1879)
- 11 agosto - John Horne Burns, scrittore e militare statunitense (n. 1916)
- 11 agosto - Tazio Nuvolari, pilota automobilistico e pilota motociclistico italiano (n. 1892)
- 13 agosto - Dmitrij Arakišvili, musicologo georgiano (n. 1873)
- 13 agosto - Géza Nagy, scacchista ungherese (n. 1892)
- 13 agosto - Khalil al-Sakakini, poeta, insegnante e giornalista palestinese (n. 1878)
- 15 agosto - Gaetano Chiarini, politico italiano (n. 1898)
- 15 agosto - André Corap, generale francese (n. 1878)
- 15 agosto - Ludwig Prandtl, ingegnere e fisico tedesco (n. 1875)
- 15 agosto - Thomas Arthur Rickard, ingegnere, giornalista e saggista britannico (n. 1864)
- 16 agosto - Hans Leberle, alpinista, imprenditore e musicista tedesco (n. 1878)
- 17 agosto - Albert Austin, attore, sceneggiatore e regista britannico (n. 1882)
- 17 agosto - Tom Chatterton, attore e regista statunitense (n. 1881)
- 17 agosto - Banister Fletcher, storico dell'architettura e architetto inglese (n. 1866)
- 17 agosto - Andrzej Kwiek, astronomo polacco (n. 1916)
- 17 agosto - Nella Marchesini, pittrice e illustratrice italiana (n. 1901)
- 18 agosto - Ferdinando Stagno Monroy d'Alcontres, politico italiano (n. 1876)
- 19 agosto - Robert Afflerbach, calciatore svizzero (n. 1900)
- 19 agosto - Viktor Győző Simon Macalik, vescovo cattolico rumeno (n. 1890)
- 19 agosto - Merrill McCormick, attore statunitense (n. 1892)
- 19 agosto - William Stephenson, esploratore britannico (n. 1889)
- 21 agosto - Giovanni Battista Oxilia, generale italiano (n. 1887)
- 22 agosto - Rudolf Schindler, architetto austriaco (n. 1887)
- 23 agosto - Laurentia McLachlan, religiosa e musicologa scozzese (n. 1866)
- 23 agosto - Arturo Noci, pittore italiano (n. 1874)
- 23 agosto - Alfredo Pochettino, fisico e scienziato italiano (n. 1876)
- 23 agosto - Ludolf Jakob von Alvensleben, militare tedesco (n. 1899)
- 24 agosto - Attilio Colacevich, astronomo e matematico italiano (n. 1906)
- 24 agosto - Miguel Sandoval, pianista, direttore d'orchestra e compositore guatemalteco (n. 1902)
- 24 agosto - Attilio Valobra, calciatore italiano (n. 1892)
- 25 agosto - Richard von Berendt, generale tedesco (n. 1865)
- 25 agosto - William Vosburgh, pallanuotista statunitense (n. 1890)
- 26 agosto - Alberto Mari, compositore di scacchi italiano (n. 1882)
- 26 agosto - Henry Woodward, attore statunitense (n. 1882)
- 27 agosto - Atanasio Soldati, pittore italiano (n. 1896)
- 27 agosto - Victor Wahltuch, scacchista inglese (n. 1875)
- 28 agosto - Nikolaj Semënovič Golovanov, direttore d'orchestra e compositore sovietico (n. 1891)
- 28 agosto - Alfred Jäck, calciatore svizzero (n. 1911)
- 28 agosto - Pietro Paolo Oros, presbitero ungherese (n. 1917)
- 29 agosto - Richard Euringer, scrittore e poeta tedesco (n. 1891)
- 29 agosto - Hans Grimm, scrittore tedesco (n. 1891)
- 30 agosto - Emmanuel Gambardella, giornalista e dirigente sportivo francese (n. 1888)
- 30 agosto - Gaetano Merola, direttore d'orchestra e pianista italiano (n. 1881)

## Settembre(65)
- 1º settembre - Alfons Dopsch, storico austriaco (n. 1868)
- 1º settembre - Robert Knud Pilger, botanico tedesco (n. 1876)
- 1º settembre - Jacques Thibaud, violinista francese (n. 1880)
- 2 settembre - Hendrik Offerhaus, canottiere olandese (n. 1875)
- 2 settembre - Leon Tuck, hockeista su ghiaccio statunitense (n. 1891)
- 2 settembre - Jonathan Mayhew Wainwright IV, generale statunitense (n. 1883)
- 3 settembre - Mario Anelli, geologo italiano (n. 1882)
- 3 settembre - Clyde Blair, velocista statunitense (n. 1881)
- 4 settembre - Magdalon Monsen, calciatore norvegese (n. 1910)
- 4 settembre - Karl Willy Wagner, ingegnere tedesco (n. 1883)
- 5 settembre - Richard Walther Darré, politico e generale tedesco (n. 1895)
- 5 settembre - Francis Ford, attore, regista e sceneggiatore statunitense (n. 1881)
- 6 settembre - Oleg Nikolaevič Frelich, regista cinematografico russo (n. 1887)
- 6 settembre - Alessandro Levi, giurista, filosofo e antifascista italiano (n. 1881)
- 7 settembre - Nobuyuki Abe, generale e politico giapponese (n. 1875)
- 7 settembre - Fritz Heitmann, organista tedesco (n. 1891)
- 7 settembre - Rupert Weinstabl, canoista austriaco (n. 1911)
- 8 settembre - Johannes Baumann, politico, avvocato e giudice svizzero (n. 1874)
- 8 settembre - Robert Kienböck, radiologo austriaco (n. 1871)
- 8 settembre - Frederick Moore Vinson, politico e giurista statunitense (n. 1880)
- 9 settembre - Raffaele Pergolesi, militare italiano (n. 1871)
- 9 settembre - Vincenzo Tecchio, avvocato e politico italiano (n. 1895)
- 10 settembre - Róbert Berény, pittore ungherese (n. 1887)
- 10 settembre - Serafino Germinario, religioso italiano (n. 1870)
- 10 settembre - Jørgen Hansen, canottiere danese (n. 1890)
- 11 settembre - Delfo Bellini, calciatore e allenatore di calcio italiano (n. 1900)
- 11 settembre - Carlo Siviero, pittore italiano (n. 1882)
- 11 settembre - Maria de las Mercedes di Baviera, nobile spagnola (n. 1911)
- 12 settembre - Giuseppe Bagnera, politico italiano (n. 1898)
- 12 settembre - Domenico Farioli, politico italiano (n. 1887)
- 12 settembre - James Hamilton, III duca di Abercorn, nobile e politico britannico (n. 1869)
- 12 settembre - Hugo Schmeisser, inventore tedesco (n. 1884)
- 12 settembre - Lewis Stone, attore statunitense (n. 1879)
- 13 settembre - Hédi Chaker, attivista e politico tunisino (n. 1908)
- 13 settembre - Andrea Matarazzo, dirigente d'azienda e politico italiano (n. 1865)
- 14 settembre - Charles Dieges, tiratore di fune statunitense (n. 1865)
- 15 settembre - Georges Coindre, pistard francese (n. 1879)
- 15 settembre - Luigi Carlo Fraina, politico e sindacalista italiano (n. 1892)
- 15 settembre - Isaías Medina Angarita, generale e politico venezuelano (n. 1897)
- 15 settembre - Erich Mendelsohn, architetto tedesco (n. 1887)
- 15 settembre - Fred Spiller, pugile britannico (n. 1884)
- 15 settembre - Ottorino Vannini, giurista italiano (n. 1889)
- 17 settembre - Emil Ermatinger, filologo tedesco (n. 1873)
- 17 settembre - David Munson, mezzofondista e siepista statunitense (n. 1884)
- 18 settembre - Mario Stanzani, generale e aviatore italiano (n. 1888)
- 18 settembre - Charles de Tornaco, pilota di Formula 1 belga (n. 1927)
- 19 settembre - Jacob Fleck, regista, sceneggiatore e produttore cinematografico austriaco (n. 1881)
- 21 settembre - Roger Quilter, compositore britannico (n. 1877)
- 23 settembre - Ernest Mamboury, storico dell'arte svizzero (n. 1878)
- 24 settembre - Jacobo FitzJames Stuart, XVII duca d'Alba, nobile, diplomatico e politico spagnolo (n. 1878)
- 24 settembre - Lucien Lévy-Dhurmer, pittore, scultore e ceramista francese (n. 1865)
- 24 settembre - Berthold Viertel, scrittore, drammaturgo e regista austriaco (n. 1885)
- 25 settembre - Atilio Badalini, calciatore argentino (n. 1899)
- 25 settembre - Vittorio Rossi Pianelli, attore e regista italiano (n. 1875)
- 26 settembre - Xu Beihong, pittore cinese (n. 1895)
- 27 settembre - Hans Fritzsche, funzionario, conduttore radiofonico e giornalista tedesco (n. 1900)
- 28 settembre - Charles Chadwick, martellista, pesista e tiratore di fune statunitense (n. 1874)
- 28 settembre - Carlo Franchetti, alpinista e speleologo italiano (n. 1896)
- 28 settembre - Edwin Hubble, astronomo e astrofisico statunitense (n. 1889)
- 28 settembre - Daniel T. McCarty, politico statunitense (n. 1912)
- 28 settembre - Maurice Vignerot, giocatore di croquet francese (n. 1879)
- 29 settembre - Ettore Colombo, imprenditore italiano (n. 1891)
- 29 settembre - Ernst Reuter, politico tedesco (n. 1889)
- 30 settembre - Enrico Grazi, politico italiano (n. 1897)
- 30 settembre - Lewis Fry Richardson, matematico, fisico e meteorologo britannico (n. 1881)

## Ottobre(71)
- 1º ottobre - Luis Riart, politico paraguaiano (n. 1880)
- 2 ottobre - Arthur Chichester, IV barone Templemore, politico e ufficiale irlandese (n. 1880)
- 3 ottobre - Arnold Bax, compositore britannico (n. 1883)
- 3 ottobre - Szilárd Ignác Bogdánffy, vescovo cattolico rumeno (n. 1911)
- 3 ottobre - Rosario Candela, architetto italiano (n. 1890)
- 3 ottobre - Florence Rena Sabin, medico statunitense (n. 1871)
- 4 ottobre - Oscar Bernadotte, nobile svedese (n. 1859)
- 4 ottobre - Clarkson Potter, golfista statunitense (n. 1880)
- 5 ottobre - Piet de Brouwer, arciere olandese (n. 1880)
- 5 ottobre - Ettore Sottsass, architetto italiano (n. 1892)
- 5 ottobre - Friedrich Wolf, scrittore, drammaturgo e diplomatico tedesco (n. 1888)
- 6 ottobre - Billy Burns, giocatore di lacrosse canadese (n. 1875)
- 6 ottobre - Porter Hall, attore statunitense (n. 1888)
- 6 ottobre - Vera Ignat'evna Muchina, scultrice e pittrice sovietica (n. 1889)
- 7 ottobre - Émile Bouhours, ciclista su strada e pistard francese (n. 1870)
- 7 ottobre - Guido Libertini, archeologo italiano (n. 1888)
- 8 ottobre - Nigel Bruce, attore britannico (n. 1895)
- 8 ottobre - Kathleen Ferrier, contralto inglese (n. 1912)
- 8 ottobre - Chōjun Miyagi, karateka e maestro di karate giapponese (n. 1888)
- 9 ottobre - James Finlayson, attore scozzese (n. 1887)
- 9 ottobre - Hastings Russell, XII duca di Bedford, naturalista, ornitologo e politico inglese (n. 1888)
- 10 ottobre - Ernst Ullring, militare e inventore norvegese (n. 1894)
- 10 ottobre - Roberto Vicentini, patriarca cattolico italiano (n. 1878)
- 11 ottobre - James Earle Fraser, scultore e medaglista statunitense (n. 1876)
- 12 ottobre - Arduino Garelli, generale italiano (n. 1889)
- 12 ottobre - Hjalmar Hammarskjöld, giurista e politico svedese (n. 1862)
- 12 ottobre - Christopher McEvoy, aviatore inglese (n. 1899)
- 13 ottobre - Sergej Ivanovič Beljavskij, astronomo russo (n. 1883)
- 13 ottobre - Bernardo Bertoglio, vescovo cattolico italiano (n. 1875)
- 13 ottobre - Millard Mitchell, attore statunitense (n. 1903)
- 14 ottobre - Everett Brown, attore statunitense (n. 1902)
- 14 ottobre - Georg von und zu Franckenstein, diplomatico austriaco (n. 1878)
- 14 ottobre - Ignazio Lodato, politico italiano (n. 1886)
- 14 ottobre - Noëlle Roger, scrittrice svizzera (n. 1874)
- 14 ottobre - Émile Sarrade, rugbista a 15 e tiratore di fune francese (n. 1877)
- 14 ottobre - Kyūichi Tokuda, politico e avvocato giapponese (n. 1894)
- 15 ottobre - Helene Mayer, schermitrice tedesca (n. 1910)
- 16 ottobre - Pietro Barillà, pittore italiano (n. 1887)
- 16 ottobre - Luigi Catoni, attore e comico italiano (n. 1893)
- 16 ottobre - József Nyírő, scrittore ungherese (n. 1889)
- 17 ottobre - Enrico Bruzzi, scrittore italiano (n. 1867)
- 17 ottobre - Carmen Cartellieri, attrice austriaca (n. 1891)
- 19 ottobre - Rino Parenti, dirigente sportivo e politico italiano (n. 1895)
- 20 ottobre - Antonio Amendola, politico italiano (n. 1916)
- 20 ottobre - Werner Baumbach, militare e aviatore tedesco (n. 1916)
- 20 ottobre - Robert Brooke-Popham, generale britannico (n. 1878)
- 21 ottobre - Johan Andresen, politico norvegese (n. 1888)
- 21 ottobre - Achille Porta, generale italiano (n. 1868)
- 21 ottobre - Sardi, compositore e musicista indonesiano (n. 1910)
- 21 ottobre - Domenico Tinozzi, politico italiano (n. 1858)
- 22 ottobre - Albert Meyer, politico svizzero (n. 1870)
- 23 ottobre - Herbert Blaché, regista, produttore cinematografico e sceneggiatore britannico (n. 1882)
- 23 ottobre - Carlo Schanzer, politico italiano (n. 1865)
- 24 ottobre - Avraham Yeshayahu Karelitz, rabbino e teologo israeliano (n. 1878)
- 25 ottobre - Celeste Bastianetto, avvocato e politico italiano (n. 1899)
- 25 ottobre - Robert G. Vignola, attore e regista statunitense (n. 1882)
- 26 ottobre - Tom Reece, giocatore di snooker gallese (n. 1873)
- 27 ottobre - Vernon Howe Bailey, illustratore, pittore e regista statunitense (n. 1874)
- 27 ottobre - Antonio Cojazzi, presbitero italiano (n. 1880)
- 27 ottobre - Pier Gabriele Goidanich, glottologo e politico italiano (n. 1868)
- 27 ottobre - Eduard Künneke, compositore tedesco (n. 1885)
- 29 ottobre - Harold Olsen, allenatore di pallacanestro statunitense (n. 1895)
- 30 ottobre - Erik Dahlström, calciatore svedese (n. 1894)
- 30 ottobre - Alice Eastwood, botanica canadese (n. 1859)
- 30 ottobre - Emmerich Kálmán, compositore ungherese (n. 1882)
- 30 ottobre - Leonid Kreutzer, pianista tedesco (n. 1884)
- 30 ottobre - Willi Worpitzky, calciatore tedesco (n. 1886)
- 31 ottobre - René Jayet, regista francese (n. 1906)
- 31 ottobre - Wilhelm Krützfeld, poliziotto tedesco (n. 1880)
- 31 ottobre - Ferdinando Martini, politico italiano (n. 1889)
- 31 ottobre - Robert d'Heilly, canottiere francese (n. 1876)

## Novembre(48)
- 3 novembre - André Auffray, pistard francese (n. 1884)
- 5 novembre - Vladimir Bakaleinikov, violista, direttore d'orchestra e compositore russo (n. 1885)
- 5 novembre - Alain Guynot de Boismenu, missionario e arcivescovo cattolico francese (n. 1870)
- 5 novembre - Lepido Rocco, educatore e storico italiano (n. 1858)
- 6 novembre - Willy Baumgärtner, calciatore tedesco (n. 1890)
- 8 novembre - Ivan Alekseevič Bunin, scrittore e poeta russo (n. 1870)
- 8 novembre - Mečislovas Reinys, arcivescovo cattolico, politico e psicologo lituano (n. 1884)
- 9 novembre - Abd al-Aziz dell'Arabia Saudita, sovrano saudita (n. 1876)
- 9 novembre - Dylan Thomas, poeta, scrittore e drammaturgo gallese (n. 1914)
- 11 novembre - Louis Ginzberg, rabbino, filosofo e educatore lituano (n. 1873)
- 11 novembre - Karl Strünckmann, psichiatra tedesco (n. 1872)
- 11 novembre - Irene d'Assia-Darmstadt, principessa tedesca (n. 1866)
- 12 novembre - Oscar Gustafsson, calciatore svedese (n. 1889)
- 13 novembre - Emilio Guarini, fisico e inventore italiano (n. 1879)
- 14 novembre - Aldo Graziati, direttore della fotografia italiano (n. 1905)
- 15 novembre - Wilhelm Stuckart, avvocato tedesco (n. 1902)
- 15 novembre - Jorge de Lima, scrittore, poeta e politico brasiliano (n. 1893)
- 16 novembre - Jenő Bayer, calciatore ungherese (n. 1878)
- 16 novembre - Gigi Damiani, anarchico e giornalista italiano (n. 1876)
- 17 novembre - Leonard Forrer, numismatico svizzero (n. 1869)
- 17 novembre - Thelma Salter, attrice statunitense (n. 1908)
- 17 novembre - Ernesto Vota, dirigente sportivo e arbitro di calcio italiano (n. 1886)
- 18 novembre - Enrico Ricciardi, poeta italiano (n. 1876)
- 19 novembre - Lajos Máriássy, calciatore e allenatore di calcio ungherese (n. 1888)
- 20 novembre - Vincenzo Federici, paleografo, diplomatista e filologo italiano (n. 1871)
- 21 novembre - Felice Bonetto, pilota automobilistico italiano (n. 1903)
- 21 novembre - William Daffern, calciatore inglese (n. 1882)
- 21 novembre - Jean Dubly, calciatore francese (n. 1886)
- 21 novembre - Larry Shields, musicista e clarinettista statunitense (n. 1893)
- 22 novembre - Guccio Gucci, imprenditore e stilista italiano (n. 1881)
- 22 novembre - Manoelzinho, calciatore brasiliano (n. 1907)
- 22 novembre - Ignaz Stolz, pittore austro-ungarico (n. 1868)
- 24 novembre - Robert Lightfoot, presbitero e teologo britannico (n. 1883)
- 24 novembre - George K. Spoor, produttore cinematografico statunitense (n. 1872)
- 26 novembre - Ivor Atkins, organista e direttore di coro inglese (n. 1869)
- 26 novembre - Bertil Carlsson, saltatore con gli sci svedese (n. 1903)
- 26 novembre - Étienne-Auguste Krier, pittore francese (n. 1875)
- 27 novembre - Henri Bernstein, drammaturgo francese (n. 1876)
- 27 novembre - Eugene O'Neill, drammaturgo statunitense (n. 1888)
- 27 novembre - Giuseppe Renzetti, diplomatico e militare italiano (n. 1891)
- 28 novembre - Rudolf Bauer, pittore tedesco (n. 1889)
- 28 novembre - Adalberto Migliorati, pittore e disegnatore italiano (n. 1902)
- 28 novembre - Frank Olson, biologo statunitense (n. 1910)
- 29 novembre - Sam De Grasse, attore canadese (n. 1875)
- 29 novembre - Alphons Fryland, attore austriaco (n. 1888)
- 29 novembre - Henri Gance, sollevatore francese (n. 1888)
- 29 novembre - Thomas R. Mills, attore e regista inglese (n. 1878)
- 30 novembre - Francis Picabia, pittore e scrittore francese (n. 1879)

## Dicembre(76)
- 2 dicembre - Snowy Baker, pugile e attore australiano (n. 1884)
- 2 dicembre - Arnaldo Bambini, compositore e organista italiano (n. 1880)
- 2 dicembre - Attilio Di Napoli, avvocato e politico italiano (n. 1883)
- 2 dicembre - Walter Meanwell, allenatore di pallacanestro inglese (n. 1884)
- 3 dicembre - Alfredo De Antoni, attore e regista italiano (n. 1875)
- 3 dicembre - Enrico Polo, violinista italiano (n. 1868)
- 3 dicembre - Ossy Renardy, violinista statunitense (n. 1920)
- 4 dicembre - Curio Barbasetti di Prun, generale italiano (n. 1885)
- 4 dicembre - Mario Gestri, ciclista su strada italiano (n. 1924)
- 4 dicembre - Daniel Gregory Mason, compositore e critico musicale statunitense (n. 1873)
- 5 dicembre - Georges Bayrou, calciatore francese (n. 1883)
- 5 dicembre - Noel Mewton-Wood, pianista australiano (n. 1922)
- 5 dicembre - Hubert Moest, regista, sceneggiatore e attore tedesco (n. 1877)
- 5 dicembre - Jorge Negrete, cantante e attore messicano (n. 1911)
- 5 dicembre - Maria Pascoli, italiano (n. 1865)
- 6 dicembre - Konstanty Ildefons Gałczyński, poeta polacco (n. 1905)
- 6 dicembre - Frans Michel Penning, fisico olandese (n. 1894)
- 7 dicembre - Bertram Grassby, attore inglese (n. 1880)
- 8 dicembre - Frederick Ranalow, baritono irlandese (n. 1873)
- 8 dicembre - Jean-Joseph Renaud, schermidore, scrittore e drammaturgo francese (n. 1873)
- 9 dicembre - Isaj Aleksandrovič Dobrovejn, pianista, compositore e direttore d'orchestra russo (n. 1891)
- 10 dicembre - Enrico Damiani, slavista e traduttore italiano (n. 1892)
- 10 dicembre - Mauritz von Strachwitz, generale tedesco (n. 1898)
- 11 dicembre - Albert Coates, direttore d'orchestra e compositore inglese (n. 1882)
- 11 dicembre - Tommy Lucas, calciatore inglese (n. 1895)
- 12 dicembre - Giovanni Corsi, ingegnere e politico italiano (n. 1867)
- 12 dicembre - Jan Hora, nuotatore e pallanuotista cecoslovacco (n. 1900)
- 12 dicembre - Anthony Jahnke, ginnasta e multiplista statunitense (n. 1879)
- 13 dicembre - Coit Albertson, attore statunitense (n. 1880)
- 13 dicembre - Paolo Berardi, generale italiano (n. 1885)
- 13 dicembre - Baldwin Cooke, attore statunitense (n. 1888)
- 13 dicembre - Kurt Diemer, calciatore tedesco (n. 1893)
- 13 dicembre - Donato Frisia, pittore italiano (n. 1883)
- 13 dicembre - Ethel Muckelt, pattinatrice artistica su ghiaccio britannica (n. 1885)
- 13 dicembre - Vladimir Nenarokov, scacchista russo (n. 1880)
- 14 dicembre - Bertha Belmore, attrice inglese (n. 1882)
- 14 dicembre - Marjorie Kinnan Rawlings, scrittrice statunitense (n. 1896)
- 15 dicembre - Ed Barrow, dirigente sportivo statunitense (n. 1868)
- 15 dicembre - Bernardino Boifava, scultore italiano (n. 1888)
- 15 dicembre - Bonaventura Porta, vescovo cattolico italiano (n. 1866)
- 15 dicembre - Rocco Scotellaro, scrittore, poeta e politico italiano (n. 1923)
- 15 dicembre - Robert Stangland, lunghista e triplista statunitense (n. 1881)
- 16 dicembre - Walter Wild, calciatore e dirigente sportivo inglese (n. 1872)
- 18 dicembre - Jimmy Bannister, calciatore inglese (n. 1880)
- 18 dicembre - Auguste Valensin, presbitero e saggista francese (n. 1879)
- 19 dicembre - Lew Harvey, attore statunitense (n. 1887)
- 19 dicembre - Rudolf Leonhard, scrittore e attivista tedesco (n. 1889)
- 19 dicembre - Robert Millikan, fisico statunitense (n. 1868)
- 19 dicembre - Giulio Cesare Montagna, diplomatico e politico italiano (n. 1874)
- 20 dicembre - Arnaldo Barilli, letterato e storico dell'arte italiano (n. 1876)
- 20 dicembre - Alessandro Bovati, allenatore di calcio e calciatore italiano (n. 1887)
- 21 dicembre - Kaarlo Koskelo, lottatore finlandese (n. 1888)
- 21 dicembre - Gino Simi, musicista e compositore italiano (n. 1890)
- 22 dicembre - Maria Bergamas, italiana (n. 1867)
- 23 dicembre - Lavrentij Pavlovič Berija, politico e generale sovietico (n. 1899)
- 23 dicembre - Pierre Dupong, politico lussemburghese (n. 1885)
- 23 dicembre - Vsevolod Nikolaevič Merkulov, generale e funzionario sovietico (n. 1895)
- 24 dicembre - Carlo Pio d'Asburgo-Lorena, nobile austriaco (n. 1909)
- 24 dicembre - Giuseppe Rota, ingegnere e generale italiano (n. 1860)
- 24 dicembre - Albina Scacchetti, sindacalista italiana (n. 1867)
- 24 dicembre - George Henry Hamilton Tate, zoologo e botanico statunitense (n. 1894)
- 25 dicembre - Július Barč-Ivan, drammaturgo slovacco (n. 1909)
- 25 dicembre - Milovan Jakšić, calciatore jugoslavo (n. 1909)
- 25 dicembre - Casimir Reuterskiöld, tiratore a segno svedese (n. 1883)
- 26 dicembre - Julius Bretz, pittore tedesco (n. 1870)
- 26 dicembre - Francesco Lodesani, scultore italiano (n. 1881)
- 26 dicembre - Gaetano Spiller, militare e politico italiano (n. 1871)
- 27 dicembre - Şükrü Saracoğlu, politico e dirigente sportivo turco (n. 1887)
- 27 dicembre - Józef Turczyński, pianista, docente e musicologo polacco (n. 1884)
- 27 dicembre - Julian Tuwim, poeta polacco (n. 1894)
- 28 dicembre - Michael Dwyer, politico canadese (n. 1879)
- 29 dicembre - Francesco Pastonchi, poeta e critico letterario italiano (n. 1874)
- 30 dicembre - Eliyahu Eliezer Dessler, rabbino, filosofo e educatore lettone (n. 1892)
- 30 dicembre - Alojz Štolfa, politico italiano (n. 1886)
- 31 dicembre - Nikolaj Dorochin, attore sovietico (n. 1905)
- 31 dicembre - Albert Plesman, pioniere dell'aviazione e imprenditore olandese (n. 1889)

## Senza giorno specificato(67)
- Arturo Abbà, pittore italiano (n. 1881)
- Vilhelm Andersen, scrittore danese (n. 1864)
- Mary Anderson, allevatore statunitense (n. 1866)
- Krystyna Artyniewicz, poetessa polacca (n. 1909)
- Jean-Eugène Bataillon, biologo francese (n. 1869)
- Beniamino Bellati, architetto italiano (n. 1895)
- Mario Bettinelli, pittore italiano (n. 1880)
- Jacques Bridou, bobbista francese (n. 1911)
- Carlo Broccardi, tenore italiano (n. 1886)
- Gheorghe I. Brătianu, politico e storico rumeno (n. 1898)
- Walter Bullock, paroliere e sceneggiatore statunitense (n. 1907)
- Raffaele Calzini, giornalista, critico d'arte e critico letterario italiano (n. 1885)
- Giovanni Colletto, presbitero e scrittore italiano (n. 1881)
- Bigelow Cooper, attore statunitense (n. 1867)
- Maria Damian, insegnante e antifascista italiana (n. 1887)
- Henriette Daux, pittrice e scrittrice francese (n. 1864)
- Edward W. Donn Jr., architetto statunitense (n. 1868)
- Nikolaj Evreinov, drammaturgo e regista teatrale russo (n. 1879)
- Oreste Gherardini, regista, attore cinematografico e sceneggiatore italiano
- Anselmo Govi, pittore e decoratore italiano (n. 1893)
- Arnold Frederick Holleman, chimico olandese (n. 1859)
- Alice Hutchison, medico britannico (n. 1874)
- Gustav Hügel, pattinatore artistico su ghiaccio austriaco (n. 1871)
- Herbert Eugene Ives, fisico statunitense (n. 1882)
- Frank Jewett Mather, critico d'arte e docente statunitense (n. 1868)
- Justin Marie Jolly, medico francese (n. 1870)
- Emil Kaufmann, storico dell'arte e storico dell'architettura austriaco (n. 1891)
- Georg Kenzian, aviatore austro-ungarico (n. 1894)
- Ary van Leeuwen, flautista olandese (n. 1875)
- Ralph Linton, antropologo statunitense (n. 1893)
- John Longley, militare britannico (n. 1867)
- Alessandro Lupo, pittore italiano (n. 1876)
- Gregorio Maltzeff, pittore russo (n. 1881)
- John Marin, pittore statunitense (n. 1870)
- Mario Maria Martini, scrittore italiano (n. 1880)
- Avdo Međedović, cantante bosniaco
- Gabriel Millet, storico dell'arte francese (n. 1867)
- Sail Mohamed, anarchico algerino (n. 1894)
- Eugenio Mollino, ingegnere e progettista italiano (n. 1873)
- Flora Morris, attrice britannica (n. 1887)
- Domenico Moscati, politico italiano (n. 1884)
- Elsie Naumburg, ornitologa statunitense (n. 1880)
- Kostas Ouranis, poeta, scrittore e giornalista greco (n. 1890)
- Alessandro Pandolfi, pittore, incisore e ceramista italiano (n. 1887)
- Giuseppe Passigli, giornalista, politico e sindacalista italiano (n. 1881)
- Hetty Pettigrew, modella e scultrice britannica (n. 1867)
- Ugo Piatti, pittore e musicista italiano (n. 1888)
- Gus Pope, discobolo statunitense (n. 1898)
- Karen Poulsen, attrice danese (n. 1881)
- Pasquale Rizzoli, scultore italiano (n. 1871)
- Mario Roncoroni, attore e regista cinematografico italiano (n. 1881)
- Francesco Repaci, avvocato e politico italiano (n. 1881)
- Oskar Scheibel, ingegnere austriaco (n. 1881)
- Pietro Siorpaes, alpinista italiano (n. 1868)
- Artur Śliwiński, politico polacco (n. 1877)
- Enrico Somaré, critico d'arte, gallerista e poeta italiano (n. 1889)
- Tang Fuxiang, calciatore e allenatore di calcio cinese (n. 1893)
- Cesare Tarrini, scultore italiano (n. 1885)
- Trần Trọng Kim, politico, scrittore e pedagogo vietnamita (n. 1883)
- Dante Ulivi, pallonista italiano (n. 1868)
- Cesare Vianello, pittore italiano (n. 1862)
- Anthony Weldon, calciatore e allenatore di calcio scozzese (n. 1900)
- Milton Whitehurst, lottatore statunitense (n. 1873)
- Woo Zung-whan, calciatore sudcoreano (n. 1914)
- Michail Zacharevič, violinista e docente russo (n. 1876)
- K.V. Zetterstéen, orientalista svedese (n. 1866)
- Étienne Balsan, giocatore di polo francese (n. 1878)